# Jan Kułakowski
Jan Jerzy Kułakowski (n. 1930 - d. 25 iunie 2011) este un om politic polon, membru al Parlamentului European în perioada 2004-2009 din partea Poloniei. 
1. 1 2  „Jan Kułakowski”, Gemeinsame Normdatei, accesat în 3 mai 2014
2. 1 2  Jan Kulakowski, Autoritatea BnF
3. ↑   http://www.wbj.pl/article-55107-polands-jan-kulakowski-dies-aged-81.html?typ=wbj Lipsește sau este vid: |title= (ajutor)
4. ↑  „Jan Kułakowski”, Gemeinsame Normdatei, accesat în 31 decembrie 2014
5. ↑  Czech National Authority Database, accesat în 8 iunie 2022
6. ↑  Deputații în Parlamentul European